# Anna-Maria Ravnopolska-Dean
Anna-Maria Ravnopolska-Dean (en búlgar: Анна-Мария Равнополска-Дийн) és una arpista búlgara. El 2003 es va estrenar també com a compositora.

## Biografia
Ravnopolska-Dean va estudiar, per recomanació de l'arpista espanyol Nicanor Zabaleta, amb l'arpista i professora italiana Liana Pasquali, aleshores professora del Conservatori de Bucarest. Va continuar la seva formació als Estats Units amb Susann McDonald, a la Universitat d'Indiana Bloomington, on va obtenir el Diploma d'Arpista. El 1992 va debutar al Carnegie Hall de Nova York.
El 1992 va ser cofundadora de la Universitat Americana de Bulgària, on treballa com a professora. Ensenya l'arpa i el piano i, de vegades, dona lliçons sobre temes musicològics.
El 2002 va obtenir el doctorat en música amb la tesi L'arpa com a instrument colorista al començament del segle xx, on va explorar, entre d'altres qüestions, els compositors impressionistes i el seu ús de l'arpa El 2003 va escriure la seva primera composició, Improvisació, a l'estil de la música popular búlgara.

## Composicions
- Improvisació (arpa), 2003
- El castell de la tortuga (arpa), setembre de 2003
- Quatre composicions Haiku (arpa), octubre de 2003
- Waltz and Berceuse (piano), novembre de 2003
- Rap Tango (arpa), novembre de 2003
- Suite (8 danses): Ländler, Tango, Fandango, Horo, Kazachok, Arabian Dance, Pavane. (Arpa) abril 2004
- Traviata - Fantasie, (arpa) juny de 2005
- Dues composicions Haiku (arpa), febrer de 2006
- The Mystic Trumpeter (Walt Whitman) (arpa), febrer de 2006
- Cinc composicions Haiku: Solo Honkadorae Renga (arpa), febrer de 2006

- Lazy Afternoon (per a piano sol)
- In Bossa Nova Style (per a piano sol)
- Raindrops (per a piano sol)
- Cooling Down (per a piano sol)
- Moments at Sunset (per a piano sol)

- Istvan (per a quartet de corda clàssica)
- Just Like This (trio de jazz per a piano, saxofon i percussions)
- Circus (per a Jazz Band)

## Discografia
- Favorites Harp Favorites, CD 2003
- Legend: French Music for Harp, 1999
- Arpista a l' thepera (en honor del bicentenari de Donizetti), CD, 1997
- Harps of the America (Arpa paraguaiana i pedal), CD, 1996
- Erich Schubert Pop Harp Festival, 1994
- A Harpist's Invitation to the Dance, 1992